# Cihanyir
Cihanyir is een bestuurslaag in het regentschap Bandung van de provincie West-Java, Indonesië. Cihanyir telt 6490 inwoners (volkstelling 2010).